# Näcksjön, Småland
Näcksjön är en sjö i Vetlanda kommun i Småland och ingår i Emåns huvudavrinningsområde. Sjön är 13,5 meter djup, har en yta på 0,145 kvadratkilometer och befinner sig 186,1 meter över havet. Vid provfiske har bland annat abborre, braxen, gädda och mört fångats i sjön.

## Delavrinningsområde
Näcksjön ingår i det delavrinningsområde (636912-144995) som SMHI kallar för Inloppet i Flögen. Medelhöjden är 208 meter över havet och ytan är 11,71 kvadratkilometer. Räknas de 35 delavrinningsområdena uppströms in blir den ackumulerade arean 487,9 kvadratkilometer. Emån som avvattnar avrinningsområdet har biflödesordning 2, vilket innebär att vattnet flödar genom totalt 2 vattendrag innan det når havet efter 171 kilometer. Delavrinningsområdet består mestadels av skog (67 procent) och jordbruk (19 procent). Avrinningsområdet har 0,36 kvadratkilometer vattenytor vilket ger det en sjöprocent på 3,1 procent.

## Fisk
Vid provfiske har följande fisk fångats i sjön:
- Abborre
- Braxen
- Gädda
- Mört
- Sarv
- Sutare